# Anthony Musaba
Anthony Musaba (* 6. Dezember 2000 in Nijmegen) ist ein niederländischer Fußballspieler. Der Flügelspieler spielte im Nationalnachwuchsteam der U21.

## Karriere

### Verein
Musaba begann mit dem Fußballspielen bei der VV Ewijk und wurde anschließend für sechs Jahre in der gemeinsamen Fußballschule der NEC Nijmegen und des FC Oss (heute Voetbalacademie N.E.C.) ausgebildet. Zwischen 2014 und 2018 spielte er in den Jugendmannschaften des Erzrivalen Vitesse Arnheim.
Sein erstes Pflichtspiel im Herrenbereich absolvierte Musaba am 35. Spieltag der Zweitligasaison 2018/19 beim 3:2-Auswärtssieg gegen den FC Volendam. Zum Ende der regulären Saison erreichte er mit Nijmegen die Aufstiegs-Play-offs, wo einem 2:0-Heimsieg in der ersten Runde eine 0:3-Auswärtsniederlage gegen die RKC Waalwijk folgte, woraufhin der Wiederaufstieg in die Eredivisie verpasst wurde. Im Sommer 2019 rückte der Flügelstürmer, nachdem er nicht mehr für die A-Jugend spielberechtigt war, ganz in die erste Mannschaft der NEC auf und erhielt einen bis Juni 2021 gültigen Profivertrag. In der Folge erkämpfte sich der Offensivspieler einen Stammplatz und konnte beim 1:2 am 1. Spieltag gegen den FC Eindhoven sein erstes Zweitligator erzielen. Bis zum der COVID-19-Pandemie geschuldeten Abbruch der Saison 2019/20 nach 29 Spieltagen kam Musaba in 26 Pflichtspielen zum Einsatz und konnte dabei weitere acht Tore sowie fünf Assists beisteuern. Bereits ab dem 26. Spieltag fiel er jedoch aufgrund einer Knöchelverletzung aus.
Ende Juni 2020 wechselte er zur Saison 2020/21 zur AS Monaco und unterschrieb dort einen Vertrag mit einer Laufzeit von fünf Jahren. Bevor er ein Spiel für Monaco bestritten hatte, wurde er für die Saison 2020/21 an den belgischen Erstdivisionär Cercle Brügge verliehen. Musaba bestritt für Cercle 29 von 31 möglichen Ligaspielen sowie 2 von 3 Pokalspiele.
In der Saison 2021/22 gehörte Musaba zunächst zum Kader des AS Monaco. Sein einziges Spiel war eine Einwechselung für wenige Minuten in einem Qualifikationsspiel zur Champions League. Ende August 2021 wurde er kurz vor Ende des Transferfenster für den Rest der Saison an den niederländischen Erstligisten SC Heerenveen ausgeliehen. Im Anschluss folgte eine weitere einjährige Leihe – dieses Mal zum FC Metz. Die Leihe nach Metz wurde im Januar 2023 vorzeitig beendet und der Spieler an seinen ehemaligen Verein NEC Nijmegen weiterverliehen.
Nach 4 Leihen wechselte er im Sommer 2023 zu Sheffield Wednesday in die EFL Championship.

### Nationalmannschaft
Im Oktober 2021 kam Musaba erstmals für die niederländische U21-Nationalmannschaft zum Einsatz.